# Johnny Dowd
Johnny Dowd (* 29. března 1948) je americký zpěvák a kytarista. Narodil se ve Fort Worthu, později se s rodinou přestěhoval do Memphisu a od roku 1953 žil ve městě Pauls Valley. Později sloužil v armádě a v následujících letech působil v několika skupinách. Své první sólové album nazvané Wrong Side of Memphis vydal až v roce 1997 (původně vydavatelství Checkered Past Records, později Koch Records). V následujících letech vydal řadu dalších alb. Během své kariéry spolupracoval s mnoha dalšími hudebníky, mezi které patří například David J a Jackie Leven.